# Skånings-Åsaka landskommun
Skånings-Åsaka landskommun var en tidigare kommun i dåvarande Skaraborgs län.

## Administrativ historik
Kommunen inrättades i Åsaka socken i Skånings härad i Västergötland när 1862 års kommunalförordningar trädde i kraft den 1 januari 1863. Namnet var före 17 april 1885 Åsaka landskommun. 
Vid kommunreformen 1952 uppgick kommunen i Valle landskommun som 1971 uppgick i Skara kommun.

## Politik

### Mandatfördelning i valet 1946
| 3 | 12 |

| 15 |